# سای ذات‌الکرسی
سای ذات‌الکرسی یک ستاره است که در صورت فلکی ذات‌الکرسی قرار دارد.